# Robert Goes van Boekenburg
Robert Goes, herr van Boekenburg (ur. 1653–1724) – holenderski dyplomata i polityk.
Pochodził z miasta Lejda, w którego radzie zasiadał od 1713.
W latach 1685–1702 był rezydentem holenderskim w Kopenhadze, następnie kontynuował misję dyplomatyczną w stolicy Danii jako poseł nadzwyczajny (1702-1717) i od 1721 do 1724.
Jego żoną została w 1685 roku Johanna Hop, której młodszym bratem był Jacob Hop (1654-1725) holenderski polityk i dyplomata.